# Doliornis remseni
Doliornis remseni là một loài chim trong họ Cotingidae.